# Monster Hunter Orage
Monster Hunter Orage (モンスターハンター オラージュ, Monsutā Hantā Orāju) est un manga de type shōnen créé par Hiro Mashima. L'histoire est librement inspirée de la série de jeux vidéo de Capcom, Monster Hunter. Monster Hunter Orage a été prépublié entre avril 2008 et mai 2009 dans le magazine Monthly Shōnen Rival de Kōdansha et a été compilé en un total de quatre volumes. La version française est éditée en intégralité par Pika Édition.

## Synopsis
Dans un monde rempli de monstres et d'aventuriers, il y a des chasseurs que l'on appelle les Monster Hunters. L'intrigue tourne autour d'un jeune Monster Hunter, Shiki. Dans sa jeunesse il rencontre une jeune fille du nom de Eilee. Après une série d'évènements, il découvre qu'elle est la fille de son maître. À partir de là, ils forment un groupe de chasseurs pour trouver et chasser la vouivre légendaire Miogaruna, ce qui fut autrefois le rêve de Gurelli.

## Personnages principaux
Shiki Ryuho (シキ・リュウホウ)
Héros de cette histoire. Il est toujours très joyeux et fait passer le bien-être de ses amis avant le sien. Il possède la marque du "Chasseur-Traqueur" qu'il a reçu de Gurelee. Ce sceau lui permet d'accéder à toutes les zones de chasse. Même après la mort de son maître il continue de discuter avec lui, comme s'il parlait avec son esprit. Son rêve est de chasser le légendaire Miogaruna. Il manie les épées doubles de l'élément vent Sou Kaze Ha / Sou Fuu Jin (Arashi) qui seraient faites à partir du matériau de Miogaruna.
Eilee
Il s'agit de la fille de Gurelli (le maître de Shiki). Elle forme un groupe avec Shiki afin de trouver le légendaire Miogaruna. Elle manie une épée d'acier à deux mains Tachi no Tetsu Katana (Kagura) et son armure a été fabriquée à partir du matériau de Dermaîos. À la suite de la trahison de ses anciens compagnons d'armes, Eilee ne fera plus confiance à personne. Elle mettra du temps à se fier totalement à Shiki et aux autres membres du groupe
Gurelee (グレリィ, Gurerii)
Le maître de Shiki et le père d'Irie. Il est mort à cause d'un accident de combinaison de poudre à canon. Son grand rêve était de chasser le légendaire Miogaruna. Il possédait la marque du "Chasseur-Traqueur" et il était capable de manier la plupart des armes. Son arme principale était une grande épée a deux mains, Tsukai Teda.
Koolong (クーロン, Kūron)
Son arme est un "Lance-Flingue", Dragonwood. Il est le chef du groupe de la "meute infernale". Son surnom est "le Prince". Il est arrogant et il se trompe souvent dans les mots qu'il utilise. Il n'aime pas Shiki et le considère comme son rival. Il se révèlera finalement être un agent de la Guilde et rejoindra le groupe de Shiki. Il reste sceptique quant à l'existence de Miogaruna.
Sakuya (サクヤ)
Sakuya est la fille d'un forgeron qui a croisé le chemin du père d'Eilee il y a longtemps. Tout comme Eilee elle a perdu son père étant jeune. Elle pensait que son père avait quitté sa mère et elle afin d'aller vivre dans une grande ville loin de leur maison mais il a été en fait pétrifié  par un Dermaîos géant qui avait ravagé leur maison il y a longtemps. Shiki et Eilee l'aideront à tuer le monstre puis Sakuya leur construira de nouvelles armes : "Arashi" et "Eager Cleaver". Elle rejoindra leur groupe  dans leur quête pour trouver le Miogaruna tout en poursuivant le rêve de son père qui est de créer l'arme la plus puissante au monde. Elle manie une Fusarbalette légère (Tir de la justice).
Shadow (シャドウ, Shadō)
Shadow possède une arme inhabituelle qui ne figure pas dans la série Monster Hunter, le fouet. C'est un personnage mystérieux qui aide Kuron à devenir un "Chasseur-Traqueur". Shadow lui demande en contre-partie de lui obtenir l'arme rare de Shiki, les épées doubles de l'élément vent. On apprend que Shadow est en réalité l'organisateur du tournoi Casse Etoile. Les monstres chassés non déclarés à la guilde lui permettant de fabriquer illégalement des armes.

## Liste des volumes et chapitres
| no | Japonais        | Japonais          | Français          | Français          |
| no | Date de sortie  | ISBN              | Date de sortie    | ISBN              |
| --- | --------------- | ----------------- | ----------------- | ----------------- |
| 1 | 4 août 2008     | 978-4-06-380001-2 | 23 juin 2010      | 978-2-8116-0319-9 |
| Liste des chapitres : - 01. Le commencement - 02. Une rencontre qui va tout changer - 03. Ce que peuvent faire trois personnes                          |                 |                   |                   |                   |
| 2 | 4 décembre 2008 | 978-4-06-380017-3 | 18 août 2010      | 978-2-8116-0325-0 |
| Liste des chapitres : - 04. La compagnie paléontologique royale des scribes - 05. Un cœur confiant - 06. Je m'le fais seule !! - 07. La dernière étoile |                 |                   |                   |                   |
| 3 | 3 avril 2009    | 978-4-06-380036-4 | 5 octobre 2010    | 978-2-8116-0362-5 |
| Liste des chapitres : - 08. Le jour du commencement - 09. Orage - 10. L'effondrement de l'étoile - 11. Retrouvailles                                    |                 |                   |                   |                   |
| 4 | 4 août 2009     | 978-4-06-380060-9 | 1er décembre 2010 | 978-2-8116-0395-3 |
| Liste des chapitres : - 12. Si nous sommes quatre - 13. Miogaruna, le dragon scintillant - 14. Les Hunters                                              |                 |                   |                   |                   |